# Distrito de Ohre
El distrito de Ohre (en alemán: Ohrekreis) es un Landkreis (distrito) alemán ubicado al noroeste del estado federal de Sajonia-Anhalt. Los territorios vecinos al norte son el distrito de Altmark-Salzwedel y el distrito de Stendal, al oeste el distrito de la Comarca de Jerichow, al sur la ciudad independiente (kreisfreie Stadt) de Magdeburgo y el Bördekreis y al oeste los distritos del estado federal de Baja Sajonia denominado Helmstedt así como al noroeste con el distrito de Gifhorn. La capital del distrito recae sobre la ciudad de Haldensleben.

## Geografía
El distrito de Ohre cae dentro de las comarcas del Magdeburger Börde y Colbitz-Letzlinger Heide. Es conocida en la región el río Ohre, corre paralelo al Mittellandkanal desde occidente a oriente y desemboca en el Elbe. En la parte occidental del distrito se encuentra el transcurso del río Aller.

## Composición del distrito

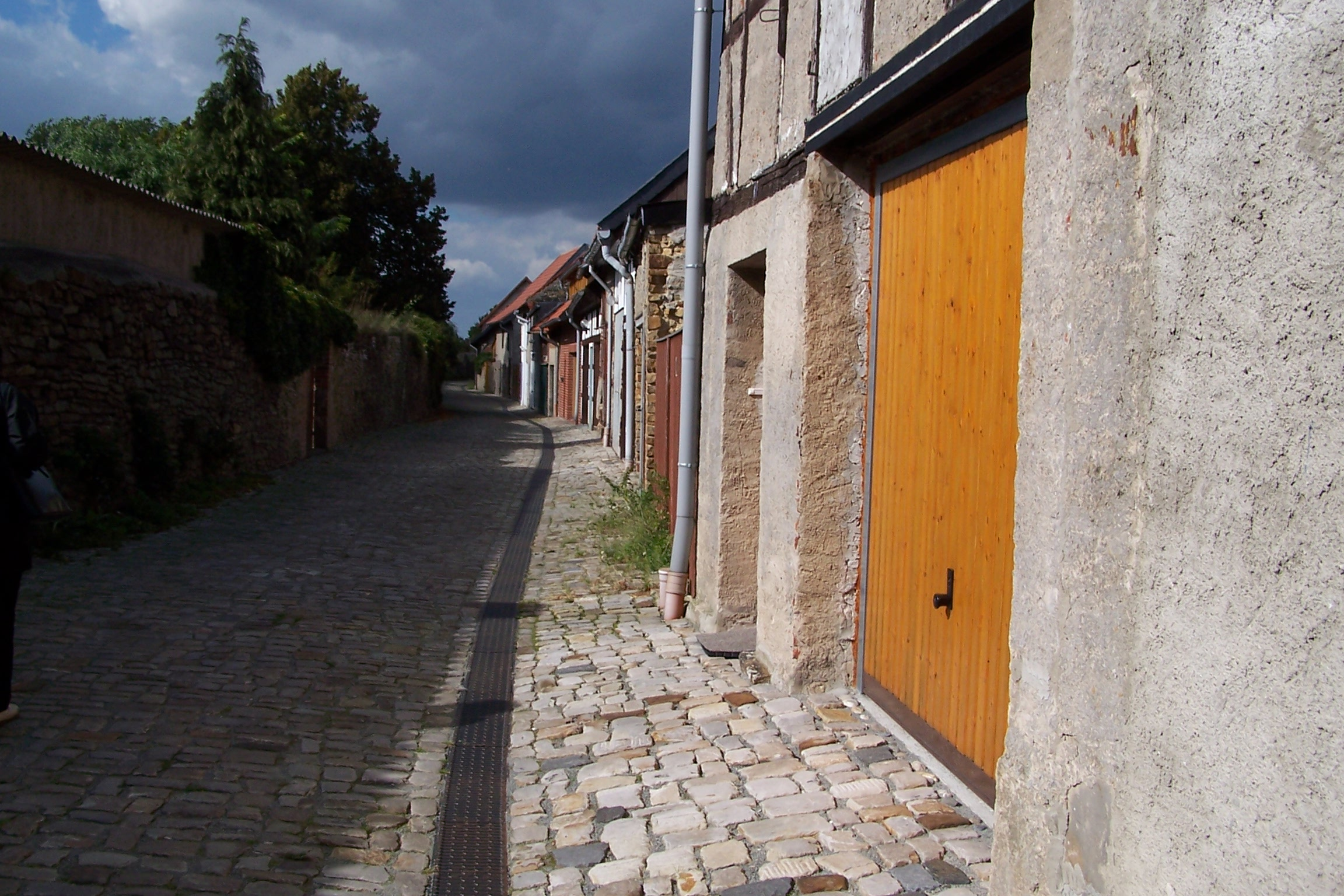
Una callejuela de Oebisfelde.

(Habitantes a 30 de junio de 2005)

### Ciudades/municipios
| - 1. Haldensleben, Ciudad (20.021) - 2. Barleben (9.169) - 3. Niedere Börde [Sitz: Groß Ammensleben] (7.783) |

### Agrupaciones administrativas
* Residencia de la administración
** Residencia de una oficina exterior
*** Residencia de una oficina de la ciudad
| - 1. Verwaltungsgemeinschaft Elbe-Heide 1. Angern (1.353) 2. Bertingen (204) 3. Born (245) 4. Burgstall (675) 5. Colbitz (3.434) 6. Cröchern (286) 7. Dolle (577) 8. Glindenberg (1.348) 9. Heinrichsberg (398) 10. Hillersleben (837) 11. Loitsche (672) 12. Mahlwinkel (640) 13. Neuenhofe (788) 14. Rogätz * (2.260) 15. Sandbeiendorf (284) 16. Wenddorf (111) 17. Zielitz *** (2.164) - 2. Verwaltungsgemeinschaft Hohe Börde 1. Ackendorf (430) 2. Bebertal (1.672) 3. Bornstedt (454) 4. Eichenbarleben (1.206) 5. Groß Santersleben (1.046) 6. Hermsdorf (1.617) 7. Hohenwarsleben (1.580) 8. Irxleben * (2.424) 9. Niederndodeleben (4.231) 10. Nordgermersleben ** (940) 11. Ochtmersleben (591) 12. Rottmersleben (755) 13. Schackensleben (730) 14. Wellen (1.319) | - 3. Verwaltungsgemeinschaft Flechtingen 1. Alleringersleben (472) 2. Altenhausen (385) 3. Bartensleben (337) 4. Beendorf (973) 5. Behnsdorf (685) 6. Belsdorf (208) 7. Böddensell (248) 8. Bregenstedt (569) 9. Bülstringen (794) 10. Döhren (219) 11. Eimersleben (474) 12. Emden (309) 13. Erxleben ** (1.305) 14. Eschenrode (171) 15. Everingen (186) 16. Flechtingen * (1.826) 17. Hakenstedt (582) 18. Hödingen (287) 19. Hörsingen (638) 20. Ivenrode (525) 21. Morsleben (353) 22. Ostingersleben (281) 23. Schwanefeld (289) 24. Seggerde (101) 25. Siestedt (591) 26. Süplingen (1.059) 27. Uhrsleben (486) 28. Walbeck (775) 29. Weferlingen, Flecken ** (2.383) | - 4. Verwaltungsgemeinschaft Oebisfelde-Calvörde 1. Berenbrock (284) 2. Bösdorf (456) 3. Calvörde, Flecken ** (1.758) 4. Dorst (187) 5. Eickendorf (172) 6. Etingen (533) 7. Grauingen (153) 8. Kathendorf (268) 9. Klüden (308) 10. Mannhausen (306) 11. Oebisfelde, Ciudad * (7.437) 12. Rätzlingen (827) 13. Velsdorf (208) 14. Wegenstedt (392) 15. Wieglitz (198) 16. Zobbenitz (346) Verwaltungsgemeinschaft Modell Trägergemeinde - 1. Verwaltungsgemeinschaft Wolmirstedt 1. Farsleben (971) 2. Wolmirstedt, Ciudad * (10.716) |